# 334 (numero)
Trecentotrentaquattro (334) è il numero naturale dopo il 333 e prima del 335.

## Proprietà matematiche
- È un numero pari.
- È un numero composto con 4 divisori: 1, 2, 167, 334. Poiché la somma dei suoi divisori (escluso il numero stesso) è 170 < 334 è un numero difettivo.
- È un numero semiprimo.
- È parte della terna pitagorica (334, 27888, 27890).
- È un numero colombiano nel sistema numerico decimale.
- È un numero nontotiente (per cui la equazione φ(x) = n non ha soluzione).
- È un numero congruente.

## Astronomia
- 334P/NEAT è una cometa periodica del sistema solare.
- 334 Chicago è un asteroide della fascia principale del sistema solare.

## Astronautica
- Cosmos 334 è un satellite artificiale russo.